# Wladimir Damgow

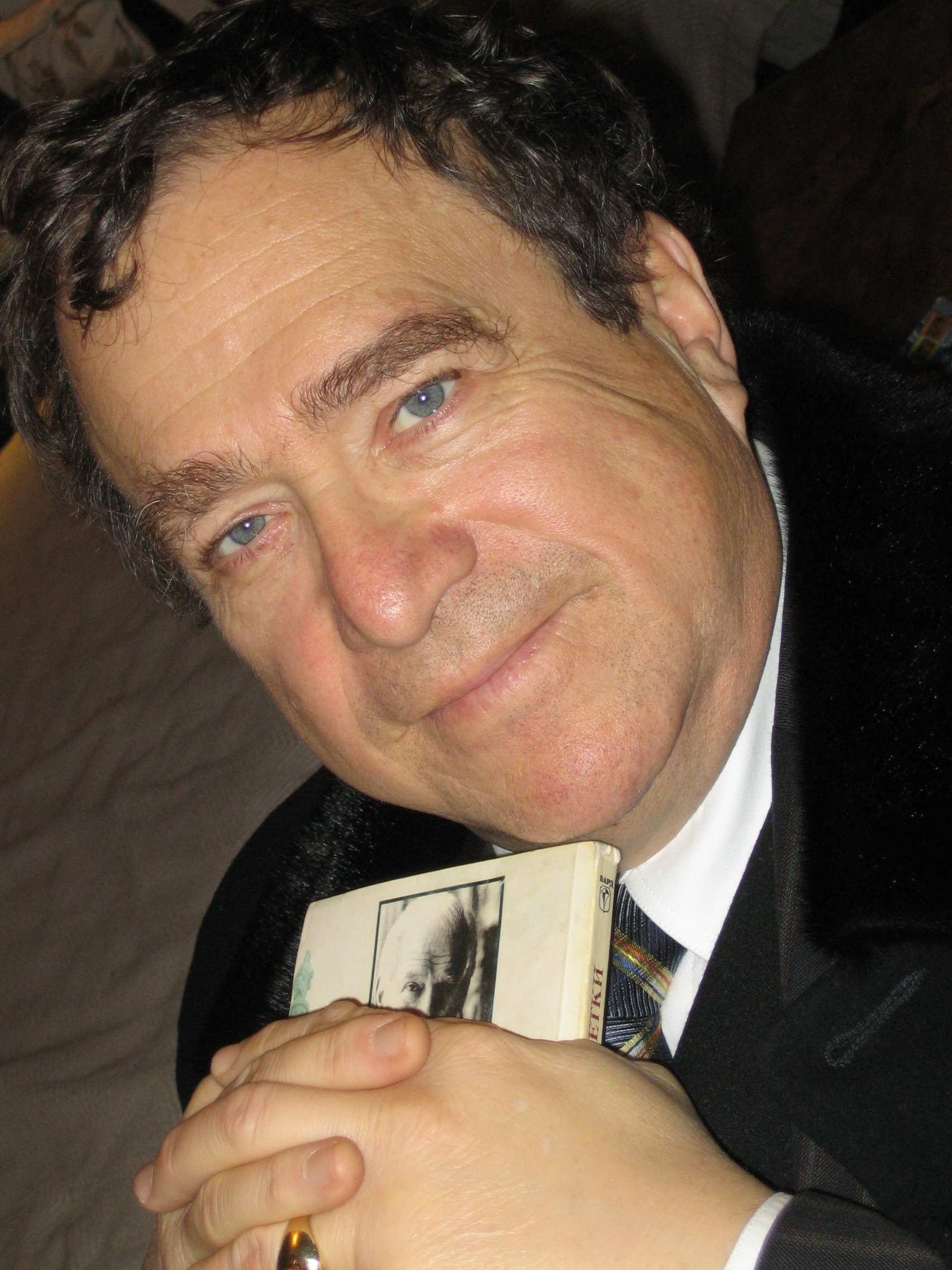
Wladimir Damgow, Dezember 2005

Wladimir Nikolow Damgow (auch Vladimir Nikolov Damgov geschrieben bulgarisch Владимир Николов Дамгов; * 22. November 1947 in Sofia; † 20. Juni 2006) war ein bulgarischer Physiker, Mathematiker, Gewerkschaftsführer und Parlamentarier. Er hat besonders zu der Anwendung der Chaostheorie in mechanischen und radiophysischen Systemen sowie in Weltraumstudien beigetragen.

## Leben
Wladimir Damgow wurde in Sofia als Sohn eines Rechtsanwalts und einer Französischlehrerin geboren. Er erhielt seine erste Schulung in Sofia und am Georgi-Benkowski-Gymnasium in Tetewen, einer Kleinstadt im Balkangebirge, im Distrikt Lowetsch. Er studierte an der Technischen Universität Moskau und erhielt 1971 ein Diplom in Informatik und Ingenieurphysik. Dort wollte er zum Studium der Philosophie überwechseln und sich insbesondere dem Studium der Ideen Bertrand Russells widmen, erhielt aber von den bulgarischen Autoritäten nicht die Erlaubnis dazu. Er glänzte im Schach und ging weiter zur prestigeträchtigen Lomonossow-Universität, wo er 1977 ein Diplom in Radiophysik erhielt und im selben Jahr zum Doktor in Physik und Mathematik promovierte. Er arbeitete für mehrere Jahre an Projekten für Raumforschung an der Sowjetischen Akademie der Wissenschaften.
1992 wurde Wladimir Damgow zum Doktor der Wissenschaften der Bulgarischen Akademie der Wissenschaften ernannt. Er wurde Professor am Institut für Raumkunde der Bulgarischen Akademie der Wissenschaften, wo er die Abteilung für nichtlinearische Raumdynamik leitete. Er hat 17 Patente angemeldet und schrieb über 250 Publikationen.
Trotz einer bemerkenswerten Karriere in der Sowjetunion sowie in Bulgarien ist er nie der Kommunistischen Partei beigetreten. Nach dem Fall des Kommunismus trat er der Bulgarischen Sozialistischen Partei bei und wurde zu einem Führer der Gewerkschaft Bulgarischer Wissenschaftler (Săjuz na učenite v Bălgarija, Union der Wissenschaftler in Bulgarien) und zu deren Vizepräsident.
2005 stellte sich Wladimir Damgow zur Parlamentswahl auf der Liste der Bulgarischen Sozialistischen Partei im Verwaltungsbezirk Lowetsch und wurde zum Abgeordneten ins 40. Bulgarische Parlament (Narodno Sabranie) gewählt. In seinen ersten Wochen als neues Parlamentsmitglied leitete er eine parteiübergreifende Kommission zur Untersuchung der schweren Umweltverschmutzungsvorfälle in der Stadt Stara Sagora. Er war Mitglied der Bildungs- und Forschungskommission sowie der Verteidigungskommission. Er war Vorsitzender der bulgarischen Delegation zur Westeuropäischen Union (Eurofor). Im Dezember 2005, weniger als sechs Monate nach seiner Wahl, wurde bei Wladimir Damgow akute Leukämie diagnostiziert. Er starb in Hannover am 20. Juni 2006, bevor eine Blutstammzelltransplantation an der Medizinischen Hochschule Hannover (MHH) vorgenommen werden konnte. Er wurde am 29. Juni in Tetewen begraben.

## Veröffentlichungen
- Nonlinear and Parametric Phenomena - Theory and Applications in Radiophysical and Mechanical Systems - World Scientific (Series on Nonlinear Science) - New Jersey, London, Singapore, Beijing - (2004).
- Advances in Space Research, Elsevier Publishers, Amsterdam, (1991).
- Earth, Moon and Planets, Springer Verlag, Berlin (1992) with D. B. Douboshinsky, (1993).

## Patente
- Methods and Devices for Implementation of Low-Noise Wide-Band Negative Resistances, Negative Capacitances and Negative Inductances (Patents of Republic of Bulgaria, No 25959, No 25960, No 25961, No 25971, No 29260 and No 30008).
- Method and Device for Measuring Biological Membranes (Patent of Republic of Bulgaria, No 29993).
- Multielectrode Modulation Device for Measuring the Interplanetary Plasma (Patent of the Republic of Bulgaria No 45821).
- Short-Range Autodyne System (Patent of the Republic of Bulgaria No 45520).
- Short-Range Radar (Patent of the Republic of Bulgaria No 47466).
- One-Band Modulator (Patent of the Republic of Bulgaria No 35731), with D.V. Stoyanov.
- Linear Reciprocating Electric Motor (Patent of the Republic of Bulgaria No 44194), with Y.B. Douboshinsky and M.I. Kozakov.
- Microwave Emitter (Patent of the Republic of Bulgaria No 44197), with D.B. Douboshinsky and Y.B. Douboshinsky.
- Inductive Sensor - Spectrum Analyser (Patent of the Republic of Bulgaria No 30009).

| Personendaten    | Personendaten                                                                   |
| ---------------- | ------------------------------------------------------------------------------- |
| NAME             | Damgow, Wladimir                                                                |
| ALTERNATIVNAMEN  | Vladimir Damgov; Владимир Николов Дамгов (bulgarisch); Damgow, Wladimir Nikolow |
| KURZBESCHREIBUNG | bulgarischer Physiker, Mathematiker und Parlamentarier                          |
| GEBURTSDATUM     | 22. November 1947                                                               |
| GEBURTSORT       | Sofia, Bulgarien                                                                |
| STERBEDATUM      | 20. Juni 2006                                                                   |